# فرودگاه منطقه‌ای درنت (باند اکر)
فرودگاه منطقه‌ای درنت (باند اکر) (به انگلیسی: Durant Regional Airport – Eaker Field) یک فرودگاه همگانی بهره‌برداری هوایی با کد یاتا DUA است که یک باند فرود آسفالت دارد و طول باند آن ۱۵۲۴ متر است. این فرودگاه در کشور ایالات متحده آمریکا قرار دارد و در ارتفاع ۲۱۳ متری از سطح دریا واقع شده است.